# Ace Cafe

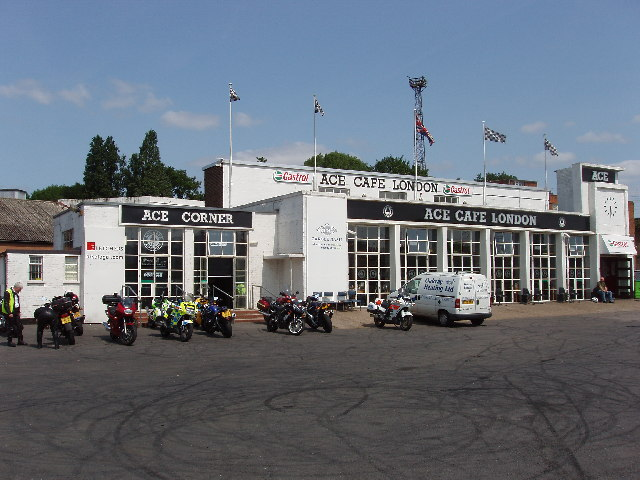
Ace Cafe (2005)

Das Ace Cafe ist eine ehemalige Fernfahrer-Raststätte in Stonebridge, nordwestlich von London. Es spielt in der Motorrad-Subkultur der englischen Rocker der 1950er und -60er Jahre eine wichtige Rolle als Treffpunkt und Veranstaltungsort und prägte den Begriff Cafe Racer.

## Geschichte
Die Raststätte wurde im Jahr 1938 eröffnet und bot einen 24-Stunden-Service besonders für Lastwagenfahrer an. Während der Bombenangriffe auf London im Zweiten Weltkrieg wurde das Gebäude schwer beschädigt. Der Wiederaufbau war 1949 abgeschlossen und die Raststätte nahm ihren Betrieb wieder auf. Schnell wurde sie zum Treffpunkt von Motorradfahrern und zu einem Schwerpunkt der Rock-’n’-Roll-Subkultur der 1950er Jahre; Screaming Lord Sutch hatte hier seine ersten Auftritte. Die Raststätte wurde im Jahr 1969 geschlossen, jedoch 1997 wieder eröffnet. Seither besitzt sie Niederlassungen in Luzern, Kuala Lumpur, Lahti, Orlando (Florida) und Peking.
In dem zu einem beträchtlichen Teil vor Ort gedrehten englischen Film Die Lederjungen von 1964 über eine homosexuelle Beziehung zweier junger Biker spielt die Rocker-Szene des Ace Cafes eine zentrale Rolle. 
Seit der Wiedereröffnung des Ace Cafes 2001 trifft sich die Retro-Café-Racer-Szene einmal jährlich dort zum „Ace Day“.